# Olimpia Maidalchini
Donna Olimpia – s celotnim imenom Olimpia Maidalchini Pamphilj, Gospa Olimpija, *26. maj 1591 Viterbo, Papeška država  – 27. september 1657). Njen priimek po drugem možu je Pamphilj, pa tudi Pamphili oziroma Pamfili. Olimpia Pamphili je bila torej svakinja Inocenca X., ki je bil rojen Pamphilj. Njeni sodobniki so bili prepričani, da je imela velik vpliv na papeške odločitve.
Umrla je 27. septembra 1657 v svoji kneževini San Martino al Cimino, Papeška država
Ne smemo je zamenjati z njeno snaho Olimpijo Aldobrandini, s katero se je oženil njen sin Camillo in s katero je bila skoraj celo življenje na bojni nogi.

## Življenjepis

### Mladost
Olimpija se je rodila v Viterbu kot najstarejša od treh hčerk; oče je bil vojaški poveljnik Sforza Maidalchini ter zakupnik papeške carine, mati pa Vittoria Gualterio, plemkinja iz Orvieta, katere oče je bil Giulio Gualterio, stari oče pa Sebastiano Gualterio, škof Viterba in papeški nuncij v Franciji med Tridentinskim koncilom.
Njena družina je bila zmerno premožna. V nameri, da bi ohranili družinsko premoženje nedeljeno za svojega edinega sina, je Sforza odločil, da morajo njegove hčerke vstopiti v samostan, saj je bila dota za tja manjša kot za poroko v svetu.
Toda pri Olimpiji se je hudo uštel. Poslali so ji duhovnika kot spirituala, ki naj bi jo pripravil za sprejem pajčolana pri redovnih zaobljubah. Ni pa oče računal na to, da je bila že takrat grozno zvita. Obdolžila je župnika za spolno vznemirjanje; zadeva je bila sicer iz trte zvita, vendar je bil duhovnik suspendiran a divinis, ona pa odpuščena iz samostana. 
Mnogo let pozneje, ko je Olimpija postala vplivna osebnost v Vatikanu, je nesrečnežu - sicer svetemu dušnemu pastirju - vrnila čast in dosegla njegovo imenovanje za škofa.
Tako se je lahko 1608 poročila s Pavlom Ninijem, veleposestnikom in enim najbogatejših mož v Viterbu. Oba njuna otroka sta umrla že v otroštvu, in tudi Nini je umrl 1611 v starosti 23 let.
Po kakem letu se je poročila s Pamphilijem Pamphili, ki je bil od nje starejši kakih trideset let, vendar je pripadal plemeniti, pa obubožani družini rodom iz Gubbia. Njegov starejši brat je bil kardinal Giambattista Pamphili, prihodnji Inocenc X.. Kardinala je papež Gregor XV.  poslal v Neapeljsko kraljestvo, Pamphilio in njegova žena sta ga spremljala ter se naselila nasproti njegove nunciature. Njun sin, Camillo Pamphili, se je rodil v Neaplju 21. februarja 1622.
Po njuni vrnitvi iz Neaplja sta brata dobila v posest rodbinsko palačo med Piazza Navona in Piazza Pasquino, ki so jo zgradili okoli prvotnega središča stavb, kupljenih od prvih Pamfilijev, ko so prispeli iz Gubbia. Ločeni krili palače sta brata priredila za kardinalski dvor in bivališče najstarejše družine.

### Kardinal-nečak
Po Pamphilijevi smrti 1639 se je odprla pot za poroko njenega sina Kamila, s katero bi lahko dosegel vplivnejše mesto v takratni družbi. 15. septembra 1644 je bil kardinal Janez Krstnik Pamphilj izvoljen za papeža in si izvolil ime Inocenc X. Čeprav je bil hud nasprotnik nepotizma pri svojem predhodniku Urbanu VIII. in je tako trdo prijel njegove kardinale-nečake, da so morali pobegniti v Francijo, se tej vabljivi skušnjavi niti sam ni odtegnil. Bila je namreč že kar ustaljena navada, da na papeškem dvoru dobijo najpomembnejše in najzaupnejše službe papeževi ožji sorodniki. Kmalu po izvolitvi je Inocenc povišal svojega nečaka Kamila na položaj kardinala-nečaka. Istočasno je poveril nekatere uradne odgovornosti novoustanovljenemu kardinalu-državnemu tajniku Panciroliju, vojaške dolžnosti pa zaupal Andreju Giustinianiju in Nikolaju Ludovisiju, ki sta se poročila z Inocenčevima nečakinjama Marijo Flaminijo (Maria Flaminia) in Konstanco (Costanza).
Theodoro Ameyden pravi, da je od 1646 papež zopet pripravljal poroko svojemu nečaku, edinemu moškemu potomcu rimskih Pamphiljev, saj se je ponudila priložnost za nevesto iz stare rimske rodbine Barberini. Camillo pa je prekrižal te račune; 21. januarja 1647 se je odpovedal škrlatu, da bi se 10. februarja že poročil z Olimpijo Aldobrandini, pranečakinjo Klemena VIII. in vdovo za Pavlom Borghesejem.

### Donna Olimpia in njen vpliv
Ironija usode je hotela, da je prav on, ki je začel vladanje s strogim kaznovanjem sorodnikov, do katerih je bil njegov prednik Urban VIII. čez mero darežljiv, tudi sam zapadel pod vpliv sorodstva. Če nepotizem navadno opredeljujejo kot nečaštvo, to pomeni skrb za nečake, je to pri njem dobilo posebno obliko svaštva – ko je podpadel pod vpliv svakinje. Res da ni treba verjeti vsega, kar je pisal o tem Leti , vendar še ostane dovolj. Njegovo delo Življenje Gospe Olimpije Maidalchinijeve je sicer že protestantovski zgodovinar Ranke označil za »roman sestavljen iz apokrifnih čenč in opolzkih izmišljotin«, skoraj vse pa je tudi on prepisal iz dela Konklavi rimskih papežev
Kdo je bila torej ta vplivna žena? Olimpija se je poročila s Paolom Ninijem; ko je po treh letih umrl, se je omožila s papeževim mlajšim bratom Pamfilijem (Pamphilio Pamphili 1564-1639). Inocenc X. je tej bogati gospe dovolil velik vpliv; njene hčerke je poročil z najimenitnejšimi ženini, njenega 22-letnega sina Kamila je 14. novembra 1644 imenoval za kardinala in mu izročil več visokih služb in ga postavil za poveljnika papeških krdel. 
21. januarja 1647 pa se je Kamil odpovedal škrlatu, da bi se 10. februarja 1647 poročil – proti materini in papeževi volji – z najbogatejšo nevesto, Olimpijo Aldobrandini, pranečakinjo Klemena VIII. in vdovo po Pavlu Borgheseju (1622-1646), s čimer se je hudo zameril materi in papežu - ter je moral v izgnanstvo v Frascati.
1645 je papež Inocenc izročil v posest svoji svakinji na novo ustvarjeno kneževino San Martino al Cimino ter jo povišal z naslovom principessa (=kneginja). Glede na svoj položaj je sodelovala pri važnih odločitvah; to danes ne bi čudilo – je pa dražilo takratno patriarhalno miselnost in kronist je v blagem pretiravanju zapisal: 
Gospa Olimpija Maidalchini je ženska velikega duha, vendar je njen edini naslov, da lahko vpliva na strogega gospodarja. Ko so uradi na dvoru končavali svoje delo, niso ničesar odločali brez njenega odobritve; ko je bilo treba deliti cerkvene nadarbine, so uradniki datarije imeli naročilo, da odložijo vsa imenovanja, dokler je ne obvestijo o naravi upravičencev: potem lahko izbere tiste, ki bodo njenim načrtom najbolj ustrezali; če je bilo treba napolniti prazne škofijske sedeže, so prevladali njeni kandidati; kar pa se je ljudem najbolj upiralo, je bil videz, da bo bolje uspel tisti, ki bo bolj velikodušen pri dajanju.
Olimpijin vpliv je začel pojemati, ko je papež Inocenc X. oktobra 1651 opozval Fabia Chigija iz Nemčije, kjer je bil nuncij v Kölnu, ter ga postavil decembra 1651 na novoustanovljeno mesto državnega tajnika, nato ga pa imenoval 19. februarja 1652 za kardinala.

#### Sveto leto
Po smrti Urbana VIII. je umetnik Bernini padel v nemilost, a Bolognčan Algardi se je vzpenjal v slavo, zahvaljujoč Gospe Olimpiji. 
Sveto leto 1650 se je začelo z raznimi slovesnostmi. Algardi je ravno za jubilej izklesal velikansko marmornato ploščo z veličastnim prizorom, kako Leon Veliki zaustavlja Atila.
Donna Olimpia je prevzela v svoje roke oskrbo romarjev ter ustanovila odbor rimskih gospe, ki mu je predsedovala s krepko roko in menda tudi koristoljubno.
Toda že pri odprtju svetih vrat se je pripetilo prvo pohujšanje. Po navadi so v zidove jubilejnih vrat vzidali škatlo z zlatimi medaljami minulega svetega leta. Na sveti večer 1650 je ta vrata pri Sv. Petru odprl sam papež, pri Mariji Snežni pa - po njenem priporočilu - njen komaj 29-letni nečak Francesco Maildachini, ki je oblekel škrlat namesto njenega sina Kamila, ki ga je slekel. Ko so z vso močjo udarili v vratni zid, je iz kupa razvalin skrivnostno izginila škatla z zlatimi svetinjami. Šušljalo se je, da je to isto škatlo pričarala na Piazza Navona, v Palazzo Pamphilj, prav Gospa Olimpija. Rim je bil razburjen in sveto leto se ni moglo začeti slabše, kar pa je zelo prav prišlo Paskvinu za zbadljivko:
| Pasquino de Olimpia (italijanski izvirnik)                                                                           | Zbadljivka o Olimpiji (slovenski prevod)                                                                                    |
| --- | --- |
| “Chi dice donna dice danno. Chi dice femmina dice malanno. Chi dice Olimpia Maidalchina dice donna, danno e rovina.” | “Kdor reče gospa, reče škoda. Kdor reče ženica, reče tatica. Kdor reče Olimpia Maidalchina, Reče gospa, škoda in ruševina.“ |

### Stavbeništvo
17. vek je stoletje rimskega baroka. Ena od najpomembnejših oseb tistega stoletja je bila ženska, ki je bila toliko močna, da so jo očrnili in zdrobili, pa tudi občudovali. To obdobje je bilo težavno za moške; predstavljajte si, kako težavno je bilo za eno žensko. Postala je tako mogočna, da so jo skozi deset let, odkar je njen svak postal papež Inocenc X., smatrali za vladarico Rima. Toda bila je ženska, in ljudstvo jo je črtelo iz dna duše. Pasquino jo je izdelal za predmet svojih puščic. Na koncu je postala pošast, vražja prikazen.

#### Piazza Navona
Olimpija je vendarle imela izredne organizacijske sposobnosti; s svojo omiko je bila torej med graditelji rimskega baroka in nam je zapustila najlepši trg v Rimu in na svetu: Piazza Navona.
Izredno pozornost je namenila Olimpija baročnim novogradnjam. Na današnji Piazzi Navona sta stavbenika Rainaldi in Borromini uredila Palazzo Pamphilj. Čisto zraven so začeli graditi 1652 cerkev Sant’Agnese in Agone, ki jo je po papeževi smrti končal Carlo Rainaldi 1672. Pred njenim pročeljem je Bernini, čigar dela so bila Olimpiji posebno všeč in ga je priporočila papežu, med 1648 do 1651 izdelal Vodnjak štirih rek, ki mu je zelo podoben ljubljanski Robbov vodnjak treh rek. Zunaj Rima na zahodu so zgradili Vilo Pamphilj okrašeno z antičnimi kipi.
Posebej se je Olimpija posvetila ureditvi svoje kneževinice, zlasti njenega glavnega mesta San Martina, ki ga je ponovno dvignila iz ruševin in ga uredila po sodobnih načelih s pomočjo najboljših takratnih umetnikov: novo mesto je na las podobno rimski Piazza Navona. Če gledamo z današnje perspektive, moramo priznati, da je imela gospa Olimpija prefinjen umetniški okus – je bil pač čas, ko so umetniki delali po želji svojih petičnih mecenov in ne obratno; papeži, vladarji in drugi veljaki so vedeli, kaj je res lepo in umetniško – v nasprotju z današnjim časom, ko je sprejeto in moderno tisto, kar je grdo in iznakaženo.

#### Vonjak Štirih rek
Ustavimo se za trenutek še pri Vodnjaku štirih rek. Bernini, je zaradi ponesrečenega dela zvonikov pri Cerkvi sv. Petra - ker visoka stavba ni imela zadosti trdne podlage, padel v očeh Inocenca X. v nemilost. Na vrh pa se je kmalu nato povzpel, ko je zvedel, da želi papež zaupati uresničenje osrednje fontane na Piazza Navona njegovemu tekmecu Borrominiju. Bernini je izdelal ta – po marsikaterem mnenju najlepša fontana na svetu – 'Vodnjak štirih rek. Izdelal je njen celoten srebrn odlitek visok 1,5 m, ter ga podaril Gospe Olimpiji, ki ga je odnesla v palačo. Papež ga je videl in bil očaran. Ko je zvedel, kdo ga je izdelal, se je vdal in zaupal izvedbo Berniniju.

## Smrti Inocenca X. in Olimpijina usoda

### Smrt papeža Inocenca X.
Protin je povzročal Inocencu tako hude bolečine, da ga je prisilil v zadnjih letih na bolniško življenje in ga na koncu vrgel v posteljo; pred smrtjo je še spodbujal nečaka Kamila, naj uboga svojo mater Olimpijo in se z njo spravi; lepo se je poslovil tudi od kardinalskega zbora in mu priporočil, naj mu izbere naslednika, ki bo boljši od njega. Umrl je v Kvirinalski palači v Rimu dne 7. januarja 1655.
Smrt papeža Inocenca je glede na Olimpijino vlogo povezana z mnogimi govoricami. Ena od njih pravi: 
Vzela je izpod papeževe postelje dve škatli polni zlatnikov in jih odnesla ven, v palačo Pamfili; vsem, ki so jo vpraševali, ali bo prispevala za stroške papeževega pogreba, je odgovarjala: »Kaj sploh lahko stori uboga vdova?« Črna legenda pravi torej, da se je ob smrti svojega zaščitnika Gospa Olimpija polastila vsega, kar je papež posedoval. Nadalje, da so se njegovi sorodniki sramotno umaknili in pustili njegovo truplo ležati nespoštljivo osamljeno v neki izbici en ali celo več dni izpostavljeno mišem; da je izostal ves običajen ceremonial; končno da se ga je usmilil papeški majordom Scotti, zgrožen nad tako bedno neobčutljivostjo, sam plačal za rakev revnih; kanonik pri Sv. Petru Segni pa je plačal pet škudov za pokop v cerkvi Sv. Petra.
Papež Inocenc X. je za svojo grobno cerkev določil cerkev Svete Neže, ki stoji neposredno poleg njegove družinske palače Pamphilj na Navonskem trgu. Z njegovo smrtjo 1655 novogradnja cerkve še ni bila dokončana. Zato so ga najprej položili k počitku pri Sv. Petru. Sam pogreb se je zavlekel vse do 16. januarja. 4. januarja 1677 so prenesli Inocenčeve kosti k S. Agnese in Navone. Tam je dobil zidni grob v Kapeli svete Frančiške Rimske, nad vhodom v cerkev, kjer je nečak Camillo dal postaviti krasen marmornat nagrobnik svojemu stricu.

### Olimpijina nadaljnja usoda
Sredi leta 1654 sta papež in Olimpija popravila svoji oporoki, in sta se medsebojno imenovala za dediča, kar je pomenilo ponovno najdeno soglasje, ki je bilo pretrgano skozi dobra tri leta. Med tem letom 1654 je bil papež pogosto bolan. 14. decembra 1654, ko se je vračal s sprehoda po Olimpijinem vrtu, se mu je stanje poslabšalo in od takrat ni več zapuščal postelje. Agonija papeža Inocenca je trajala tri dni. Olimpija je poskušala in extremis  doseči ugodnosti zase in za družino, vendar sta ji kardinala Fabio Chigi in Decio Azzolini  prepovedala vstop v papeške sobane in s tem preprečila kakršnokoli odtujitev premoženja.
Legenda nera pravi, da Gospa Olimpija in njeni niso hoteli prispevati za papežev pogreb, in da je ta bil skrajno preprost. Vendar pa sodobnik in izredno natančen letopisec Battaglini  - ki je zelo podrobno opisal tudi zadnje dni papeža Inocenca X. – nikjer ne omenja, da bi bilo pri Inocenčevem pogrebu karkoli narobe, niti ne omenja v zvezi s pokopom sorodnikov, ampak le sveti kardinalski zbor, ter takole poroča v knjigi Annali del sacerdozio e del imperio:
| Italijanski izvirnik | Slovenski prevod |
| --- | --- |
| Soddisfatto dal Sacro Collegio a’ suffragi, ed alle pompe de’ funerali del Defonto Pontefice, si chiuse colle solite forme il Conclave per l’elezione del Successore. | Ko je kardinalski zbor uredil vse potrebno (in poravnal stroške) za zadušnice ter za slovesnosti pogreba za pokojnega papeža, se je po običajnih predpisih zaprl v konklave za volitve njegovega naslednika. |

Iz tega bi mogli sklepati, da je odtujitev papeškega premoženja prej sad legende kot stvarnosti. V naslednjem konklavu si je morda Olimpija še umišljala, da bo zaradi svoje zveze z Barberiniji igrala neko vlogo; vendar je bil velik del kardinalskega zbora odločen, da bo pretrgal z navadami papeževanja Inocenca X. in celo od njega postavljeni kardinali niso bili pripravljeni slediti navodilom njegovih sorodnikov.
Znamenje novih časov se je pokazalo že 3. marca 1655, ko je bil Ravizza , svetovalec kardinala Gualterija  - le-ta pa je bil Olimpijin sorodnik in sodelavec - zaprt v Angelskem gradu pod obtožbo, da je prenašal Olimpiji novice o poteku konklava.
Čez mesec dni je morala Olimpija nemočno prisostvovati izvolitvi svojega starega nasprotnika, državnega tajnika Fabia Chigija, ki je postal papež 7. aprila 1655 z imenom Aleksander VII.

### Izgon iz Rima
Novi papež Aleksander VII. je spet prenesel tržnico na Piazza Navona v Rimu, v katerem je zdaj gospodaril drug, podobno sporen ženski lik, in sicer Kristina Švedska. Papež je ustanovil komisijo, ki naj bi raziskala Olimpijine prestopke. Ko so se preiskave, podprte s pomembnimi dokazi, končale, ji je zagrozil z izgonom; zato je morala oditi v Orvieto z ukazom, da mora povrniti vse bogastvo, ki ga je nagrmadila: opravičiti mora nakup obsežnih nadarbin; pod kaznijo izobčenja vrniti ves denar, ki ga je zapravila po nepotrebnem; dostaviti pregled dohodkov; dati obračun o žitu, ki ga je prodala ali izvozila; urediti vse neporavnane račune; pojasniti mitnine in razne pristojbine, ki jih je naložila ljudstvu; vrniti vse cerkvene dragocenosti, ki si jih je prisvojila. Olimpijina oblast je propadala v nečast, vendar je kmalu previdnostno posegla vmes smrt: po dveh letih jo je ugrabila kuga.
Takrat je nastala tudi zbadljivka: 
"Olim pia - nunc impia" ("Nekoč pobožna - sedaj nečastna"). Olimpia - če se razdeli, da v latinščini dve besedi: olim in pia.

### Olimpijina smrt in pogreb
Ko ji je novi papež zažugal z izgonom iz Rima, se je Olimpija dostojanstveno umaknila najprej v Orvieto in pozneje na svoja posestva v Viterbu in Ciminu, kjer je živela skrito življenje. Umrla je 26. septembra 1657 za kugo in je pokopana v tamkajšnji cerkvi. Na njeno željo so jo pokopali pod srednjo ladjo opatije, ki jo je dvignila iz ruševin. Njeni dediči so bili izredno presenečeni, ko so nasledili pravljično vsoto dveh milijonov škudov, ki so bili sad njenih zvijačnih odločitev ter njene previdne in nepregledne uprave.
Komaj si lahko predstavljamo to vsoto, ki bi danes nanesla nekaj milijard evrov.

## Spomin

### Prireditve Olimpiji v spomin
Olimpija je bila prava Crudelia Demon, pravi Kruti zlodej  17. stoletja; ta pohod je bil – peti po vrsti – tokrat v njeno čast. Obrekovanje se je – takrat in pozneje – združilo v neusmiljen zbor, da bi jo izbrisalo iz zasluženega mesta v zgodovini.
Po uspehu prvih štirih dejanj, v katerih so nastopale druge zgodovinske ženske, kot Lepa Galijana, Viktorija Colonna,Sveta mladenka Rožika , in ženske iz Dantejeve Božanske komedije na čelu z Beatriko.
Ženske gledalke so nad presenetljivo raznolikostjo, pogumnostjo in vplivnostjo svojih zgodovinskih vrstnic ostale brez besed. Naslednja epizoda – šesta po vrsti – je sledila  5. novembra 2017 in je pod naslovom “Ati, professione principessa etrusca”  obravnavala etruščansko zgodovino v slikoviti nekropoli v Castel d’Asso.
1.oktobra 2017 je bilo srečanje pri San Martino a Cimino na trgu, imenovanem po Gospe Olimpiji Piazza Donna Olimpia. Po uspehu prvih štirih postaj je bila na vrsti peta z naslovom: “Donna Olimpia, la Pimpaccia de piazza Navona”. Tudi peta dogodivščina novega kroga pohodov pod skupnim naslovom “Viterbo, la città delle donne – 7 passeggiate/racconto al femminile”  je potekala na pobudo in pod pokroviteljstvom občine Viterbo in okraja Južna Etrurija; prireditelj je bil Antonello Ricci.
Sedeža niso izbrali naključno, saj je ravno po prizadevanju Gospe Olimpije San Martino dobil naslov knežjega mesta. Rojena in umrla v Viterbu je Donna Olimpia Maldaichini imela pomembno vlogo v Rimu, in torej v celotni politiki v svojem času. Pridobila si je oblast, ki jo je branila s prekanjenostjo, pohlepnostjo in veliko bistroumnostjo, ki se jih nikoli ni bala pokazati. Ravno v letu 1650 je prisostvovala, poleg svaka papeža Inocenca X., odprtju svetoletnih vrat pri Sv. Petru, in brez kakršnekoli boječnosti pokazala svoj vpliv ter sovpadanje duhovnih in časnih področij. 
»Pojava Gospe Olimpije je gotovo sporna. Po eni strani izključitev žensk s politične pozornice in zapostavljanje, ki so ga na javnem nastopanju venomer morale prenašati. Po drugi strani je ona ta prodor pokazala ponekdaj na neusmiljen in trmoglav način. Vsekakor je – podobno kot dandanašnji – dejstvo, da je bila ženska, prispevalo k obrekovanju in odporu, ki ji ga je družba namenila. Če bi bila moški, bi iste podlosti gledali z dopuščanjem, in morebiti celo z odobravanjem«, je dejala županja Luisa Ciambella.
Omenila je tudi primer arabske muslimanke Loujain al-Hathloul  ki so jo strpali obenem z drugimi podobnimi primeri v zapor samo zato, ker si je junija 2017 kot ženska drznila voziti avtomobil, kar naj bi po koranu pripadalo samo moškim, a za ženske naj bi bilo ne le nezakonito, ampak tudi nečastno (čeprav takrat avtomobilov verjetno še niso poznali). Zato naj bi bil ta pohod majhen prispevek k uveljavitvi ženske v vsakdanjem življenju našega malega mesteca, ki si je ravno po Olimpijinem prizadevanju pridobilo častno mesto v veliki zgodovini.

#### Pasquino inPimpaccia
Zaradi njenega značaja jo imenujejo “Pimpaccia” – zaničljivo od “Pimpa”, gledališka figura baročnega Rima, ki že sama po sebi ni bila kaj prida priljubljena, in ki jo omenjajo nekatere pasquinate: 
| Pasquino (italijanski izvirnik) | Zbadljivka (slovenski prevod) |
| --- | --- |
| “Per chi vuol qualche grazia dal sovrano aspra e lunga è la via del Vaticano. Ma se è persona accorta corre da Donna Olimpia a mani piene e ciò che vuole ottiene. È la strada più larga e la più corta” | “Kdor hoče doseči kako milost od vladarja zanj je hrapava in dolga pot do Vatikana. Če pa je oseba premetena, hiti h Gospe Olimpiji s polnima rokama, pa doseže vse, karkoli hoče. To je najširša in najkrajša pot.“ |

### Legende
Olimpija pa je tudi edina pošast Večnega mesta. 7. januarja 1655 je umrl Inocenc X.
Vsako noč na 7. januarja in vse noči s polno luno, če se napotite na piazza Navona, boste videli prihajati iz palazzo Pamphilij črno kočijo, ki jo vodijo hudiči, vlečejo pa štirje pobesneli konji, črni kot smola. Zgoraj sedi ženska z ognjenimi očmi, ki grabi dve škatli polni zlatnikov: je Pimpaccia, ki gre proti Villa Pamphili na Via Aurelia. Pomika se po uličicah Rima, razbija voz po cestnih robnikih da se vsepovsod krešejo iskre, smejoč se z nekakšnim oledenelim in žalobnim krohotom. Zlodeji zavijejo na Ponte Sisto, toda ko prispejo na sredino mosta, kočija poskoči in pade dol, ter strmoglavi v Tibero, iz katere se sliši krohotanje Gospe Olimpije.
S temi in podobnimi zgodbami so rimske mamice vlivale strah v svoje otroke, da bi jih uspavale.

### Rodovnik
Rodovnik rodbine Pamphili od 1574 do 1760:
|                    |                    |                    |                    |                    |                    |                    |                    |                     |                     |                       |                       |                       |                       |                       |                       |                     |                     |                       |                       |                       |                       |                       |                       |                     |                     |                     |                     |                     |                     |                   |                   |                   |                   |                    |                    |                    |                    |                    |                    |                  |                  |                 |                 |                      |                      |                      |                      |                      |                      |                   |                   |                   |                   |                   |                   |                   |                   |  |  |  |  |  |  |  |  |  |  |  |  |  |  |  |  |  |  |  |  |  |  |
|                    |                    |                    |                    |                    |                    |                    |                    |                     |                     |                       |                       |                       |                       |                       |                       |                     |                     |                       |                       |                       |                       |                       |                       |                     |                     |                     |                     |                     |                     |                   |                   |                   |                   |                    |                    |                    |                    |                    |                    |                  |                  |                 |                 |                      |                      |                      |                      |                      |                      |                   |                   |                   |                   |                   |                   |                   |                   |  |  |  |  |  |  |  |  |  |  |  |  |  |  |  |  |  |  |  |  |  |  |
|                    |                    |                    |                    |                    |                    |                    |                    |                     |                     |                       |                       |                       |                       |                       |                       |                     |                     |                       |                       |                       |                       |                       |                       |                     |                     |                     |                     |                     |                     |                   |                   |                   |                   |                    |                    |                    |                    |                    |                    |                  |                  |                 |                 |                      |                      |                      |                      |                      |                      |                   |                   |                   |                   |                   |                   |                   |                   |  |  |  |  |  |  |  |  |  |  |  |  |  |  |  |  |  |  |  |  |  |  |
|                    |                    |                    |                    |                    |                    |                    |                    | Papež Inocenc X.    | Papež Inocenc X.    | Papež Inocenc X.      | Papež Inocenc X.      | Papež Inocenc X.      | Papež Inocenc X.      |                       |                       | Pamphilio Pamphili  | Pamphilio Pamphili  | Pamphilio Pamphili    | Pamphilio Pamphili    | Pamphilio Pamphili    | Pamphilio Pamphili    |                       |                       | Olimpia Maidalchini | Olimpia Maidalchini | Olimpia Maidalchini | Olimpia Maidalchini | Olimpia Maidalchini | Olimpia Maidalchini |                   |                   |                   |                   |                    |                    |                    |                    |                    |                    |                  |                  |                 |                 |                      |                      |                      |                      |                      |                      |                   |                   |                   |                   |                   |                   |                   |                   |  |  |  |  |  |  |  |  |  |  |  |  |  |  |  |  |  |  |  |  |  |  |
|                    |                    |                    |                    |                    |                    |                    |                    | Papež Inocenc X.    | Papež Inocenc X.    | Papež Inocenc X.      | Papež Inocenc X.      | Papež Inocenc X.      | Papež Inocenc X.      |                       |                       | Pamphilio Pamphili  | Pamphilio Pamphili  | Pamphilio Pamphili    | Pamphilio Pamphili    | Pamphilio Pamphili    | Pamphilio Pamphili    |                       |                       | Olimpia Maidalchini | Olimpia Maidalchini | Olimpia Maidalchini | Olimpia Maidalchini | Olimpia Maidalchini | Olimpia Maidalchini |                   |                   |                   |                   |                    |                    |                    |                    |                    |                    |                  |                  |                 |                 |                      |                      |                      |                      |                      |                      |                   |                   |                   |                   |                   |                   |                   |                   |  |  |  |  |  |  |  |  |  |  |  |  |  |  |  |  |  |  |  |  |  |  |
|                    |                    |                    |                    |                    |                    |                    |                    |                     |                     |                       |                       |                       |                       |                       |                       |                     |                     |                       |                       |                       |                       |                       |                       |                     |                     |                     |                     |                     |                     |                   |                   |                   |                   |                    |                    |                    |                    |                    |                    |                  |                  |                 |                 |                      |                      |                      |                      |                      |                      |                   |                   |                   |                   |                   |                   |                   |                   |  |  |  |  |  |  |  |  |  |  |  |  |  |  |  |  |  |  |  |  |  |  |
|                    |                    |                    |                    |                    |                    |                    |                    |                     |                     |                       |                       |                       |                       |                       |                       |                     |                     |                       |                       |                       |                       |                       |                       |                     |                     |                     |                     |                     |                     |                   |                   |                   |                   |                    |                    |                    |                    |                    |                    |                  |                  |                 |                 |                      |                      |                      |                      |                      |                      |                   |                   |                   |                   |                   |                   |                   |                   |  |  |  |  |  |  |  |  |  |  |  |  |  |  |  |  |  |  |  |  |  |  |
|                    |                    |                    |                    | Andrea Giustiniani | Andrea Giustiniani | Andrea Giustiniani | Andrea Giustiniani | Andrea Giustiniani  | Andrea Giustiniani  |                       |                       | Anna Maria Pamphili   | Anna Maria Pamphili   | Anna Maria Pamphili   | Anna Maria Pamphili   | Anna Maria Pamphili | Anna Maria Pamphili |                       |                       | Niccolò Ludovisi      | Niccolò Ludovisi      | Niccolò Ludovisi      | Niccolò Ludovisi      | Niccolò Ludovisi    | Niccolò Ludovisi    |                     |                     | Costanza Pamphili   | Costanza Pamphili   | Costanza Pamphili | Costanza Pamphili | Costanza Pamphili | Costanza Pamphili |                    |                    | Camillo Pamphili   | Camillo Pamphili   | Camillo Pamphili   | Camillo Pamphili   | Camillo Pamphili | Camillo Pamphili |                 |                 | Olimpia Aldobrandini | Olimpia Aldobrandini | Olimpia Aldobrandini | Olimpia Aldobrandini | Olimpia Aldobrandini | Olimpia Aldobrandini |                   |                   | Paolo Borghese    | Paolo Borghese    | Paolo Borghese    | Paolo Borghese    | Paolo Borghese    | Paolo Borghese    |  |  |  |  |  |  |  |  |  |  |  |  |  |  |  |  |  |  |  |  |  |  |
|                    |                    |                    |                    | Andrea Giustiniani | Andrea Giustiniani | Andrea Giustiniani | Andrea Giustiniani | Andrea Giustiniani  | Andrea Giustiniani  |                       |                       | Anna Maria Pamphili   | Anna Maria Pamphili   | Anna Maria Pamphili   | Anna Maria Pamphili   | Anna Maria Pamphili | Anna Maria Pamphili |                       |                       | Niccolò Ludovisi      | Niccolò Ludovisi      | Niccolò Ludovisi      | Niccolò Ludovisi      | Niccolò Ludovisi    | Niccolò Ludovisi    |                     |                     | Costanza Pamphili   | Costanza Pamphili   | Costanza Pamphili | Costanza Pamphili | Costanza Pamphili | Costanza Pamphili |                    |                    | Camillo Pamphili   | Camillo Pamphili   | Camillo Pamphili   | Camillo Pamphili   | Camillo Pamphili | Camillo Pamphili |                 |                 | Olimpia Aldobrandini | Olimpia Aldobrandini | Olimpia Aldobrandini | Olimpia Aldobrandini | Olimpia Aldobrandini | Olimpia Aldobrandini |                   |                   | Paolo Borghese    | Paolo Borghese    | Paolo Borghese    | Paolo Borghese    | Paolo Borghese    | Paolo Borghese    |  |  |  |  |  |  |  |  |  |  |  |  |  |  |  |  |  |  |  |  |  |  |
|                    |                    |                    |                    |                    |                    |                    |                    |                     |                     |                       |                       |                       |                       |                       |                       |                     |                     |                       |                       |                       |                       |                       |                       |                     |                     |                     |                     |                     |                     |                   |                   |                   |                   |                    |                    |                    |                    |                    |                    |                  |                  |                 |                 |                      |                      |                      |                      |                      |                      |                   |                   |                   |                   |                   |                   |                   |                   |  |  |  |  |  |  |  |  |  |  |  |  |  |  |  |  |  |  |  |  |  |  |
|                    |                    |                    |                    |                    |                    |                    |                    |                     |                     |                       |                       |                       |                       |                       |                       |                     |                     |                       |                       |                       |                       |                       |                       |                     |                     |                     |                     |                     |                     |                   |                   |                   |                   |                    |                    |                    |                    |                    |                    |                  |                  |                 |                 |                      |                      |                      |                      |                      |                      |                   |                   |                   |                   |                   |                   |                   |                   |  |  |  |  |  |  |  |  |  |  |  |  |  |  |  |  |  |  |  |  |  |  |
| Maffeo Barberini   | Maffeo Barberini   | Maffeo Barberini   | Maffeo Barberini   | Maffeo Barberini   | Maffeo Barberini   |                    |                    | Olimpia Giustiniani | Olimpia Giustiniani | Olimpia Giustiniani   | Olimpia Giustiniani   | Olimpia Giustiniani   | Olimpia Giustiniani   |                       |                       |                     |                     |                       |                       |                       |                       |                       |                       |                     |                     |                     |                     |                     |                     |                   |                   |                   |                   |                    |                    |                    |                    |                    |                    |                  |                  |                 |                 | Maria Borghese       | Maria Borghese       | Maria Borghese       | Maria Borghese       | Maria Borghese       | Maria Borghese       |                   |                   | Giovanni Borghese | Giovanni Borghese | Giovanni Borghese | Giovanni Borghese | Giovanni Borghese | Giovanni Borghese |  |  |  |  |  |  |  |  |  |  |  |  |  |  |  |  |  |  |  |  |  |  |
| Maffeo Barberini   | Maffeo Barberini   | Maffeo Barberini   | Maffeo Barberini   | Maffeo Barberini   | Maffeo Barberini   |                    |                    | Olimpia Giustiniani | Olimpia Giustiniani | Olimpia Giustiniani   | Olimpia Giustiniani   | Olimpia Giustiniani   | Olimpia Giustiniani   |                       |                       |                     |                     |                       |                       |                       |                       |                       |                       |                     |                     |                     |                     |                     |                     |                   |                   |                   |                   |                    |                    |                    |                    |                    |                    |                  |                  |                 |                 | Maria Borghese       | Maria Borghese       | Maria Borghese       | Maria Borghese       | Maria Borghese       | Maria Borghese       |                   |                   | Giovanni Borghese | Giovanni Borghese | Giovanni Borghese | Giovanni Borghese | Giovanni Borghese | Giovanni Borghese |  |  |  |  |  |  |  |  |  |  |  |  |  |  |  |  |  |  |  |  |  |  |
|                    |                    |                    |                    |                    |                    |                    |                    |                     |                     |                       |                       |                       |                       |                       |                       |                     |                     |                       |                       |                       |                       |                       |                       |                     |                     |                     |                     |                     |                     |                   |                   |                   |                   |                    |                    |                    |                    |                    |                    |                  |                  |                 |                 |                      |                      |                      |                      |                      |                      |                   |                   |                   |                   |                   |                   |                   |                   |  |  |  |  |  |  |  |  |  |  |  |  |  |  |  |  |  |  |  |  |  |  |
|                    |                    |                    |                    |                    |                    |                    |                    |                     |                     |                       |                       |                       |                       |                       |                       |                     |                     |                       |                       |                       |                       |                       |                       |                     |                     |                     |                     |                     |                     |                   |                   |                   |                   |                    |                    |                    |                    |                    |                    |                  |                  |                 |                 |                      |                      |                      |                      |                      |                      |                   |                   |                   |                   |                   |                   |                   |                   |  |  |  |  |  |  |  |  |  |  |  |  |  |  |  |  |  |  |  |  |  |  |
| Costanza Barberini | Costanza Barberini | Costanza Barberini | Costanza Barberini | Costanza Barberini | Costanza Barberini |                    |                    | Camilla Barberini   | Camilla Barberini   | Camilla Barberini     | Camilla Barberini     | Camilla Barberini     | Camilla Barberini     |                       |                       | Francesco Barberini | Francesco Barberini | Francesco Barberini   | Francesco Barberini   | Francesco Barberini   | Francesco Barberini   |                       |                       | Urbano Barberini    | Urbano Barberini    | Urbano Barberini    | Urbano Barberini    | Urbano Barberini    | Urbano Barberini    |                   |                   | Taddeo Barberini  | Taddeo Barberini  | Taddeo Barberini   | Taddeo Barberini   | Taddeo Barberini   | Taddeo Barberini   |                    |                    |                  |                  |                 |                 |                      |                      |                      |                      |                      |                      |                   |                   |                   |                   |                   |                   |                   |                   |  |  |  |  |  |  |  |  |  |  |  |  |  |  |  |  |  |  |  |  |  |  |
| Costanza Barberini | Costanza Barberini | Costanza Barberini | Costanza Barberini | Costanza Barberini | Costanza Barberini |                    |                    | Camilla Barberini   | Camilla Barberini   | Camilla Barberini     | Camilla Barberini     | Camilla Barberini     | Camilla Barberini     |                       |                       | Francesco Barberini | Francesco Barberini | Francesco Barberini   | Francesco Barberini   | Francesco Barberini   | Francesco Barberini   |                       |                       | Urbano Barberini    | Urbano Barberini    | Urbano Barberini    | Urbano Barberini    | Urbano Barberini    | Urbano Barberini    |                   |                   | Taddeo Barberini  | Taddeo Barberini  | Taddeo Barberini   | Taddeo Barberini   | Taddeo Barberini   | Taddeo Barberini   |                    |                    |                  |                  |                 |                 |                      |                      |                      |                      |                      |                      |                   |                   |                   |                   |                   |                   |                   |                   |  |  |  |  |  |  |  |  |  |  |  |  |  |  |  |  |  |  |  |  |  |  |
|                    |                    |                    |                    |                    |                    |                    |                    |                     |                     |                       |                       |                       |                       |                       |                       |                     |                     |                       |                       |                       |                       |                       |                       |                     |                     |                     |                     |                     |                     |                   |                   |                   |                   |                    |                    |                    |                    |                    |                    |                  |                  |                 |                 |                      |                      |                      |                      |                      |                      |                   |                   |                   |                   |                   |                   |                   |                   |  |  |  |  |  |  |  |  |  |  |  |  |  |  |  |  |  |  |  |  |  |  |
|                    |                    |                    |                    |                    |                    |                    |                    |                     |                     |                       |                       |                       |                       |                       |                       |                     |                     |                       |                       |                       |                       |                       |                       |                     |                     |                     |                     |                     |                     |                   |                   |                   |                   |                    |                    |                    |                    |                    |                    |                  |                  |                 |                 |                      |                      |                      |                      |                      |                      |                   |                   |                   |                   |                   |                   |                   |                   |  |  |  |  |  |  |  |  |  |  |  |  |  |  |  |  |  |  |  |  |  |  |
|                    |                    |                    |                    |                    |                    |                    |                    |                     |                     | Giambattista Pamphili | Giambattista Pamphili | Giambattista Pamphili | Giambattista Pamphili | Giambattista Pamphili | Giambattista Pamphili |                     |                     | Giovanni Andrea Doria | Giovanni Andrea Doria | Giovanni Andrea Doria | Giovanni Andrea Doria | Giovanni Andrea Doria | Giovanni Andrea Doria |                     |                     | Anna Pamphili       | Anna Pamphili       | Anna Pamphili       | Anna Pamphili       | Anna Pamphili     | Anna Pamphili     |                   |                   | Benedetto Pamphili | Benedetto Pamphili | Benedetto Pamphili | Benedetto Pamphili | Benedetto Pamphili | Benedetto Pamphili |                  |                  | Teresa Pamphili | Teresa Pamphili | Teresa Pamphili      | Teresa Pamphili      | Teresa Pamphili      | Teresa Pamphili      |                      |                      | Flaminia Pamphili | Flaminia Pamphili | Flaminia Pamphili | Flaminia Pamphili | Flaminia Pamphili | Flaminia Pamphili |                   |                   |  |  |  |  |  |  |  |  |  |  |  |  |  |  |  |  |  |  |  |  |  |  |
|                    |                    |                    |                    |                    |                    |                    |                    |                     |                     | Giambattista Pamphili | Giambattista Pamphili | Giambattista Pamphili | Giambattista Pamphili | Giambattista Pamphili | Giambattista Pamphili |                     |                     | Giovanni Andrea Doria | Giovanni Andrea Doria | Giovanni Andrea Doria | Giovanni Andrea Doria | Giovanni Andrea Doria | Giovanni Andrea Doria |                     |                     | Anna Pamphili       | Anna Pamphili       | Anna Pamphili       | Anna Pamphili       | Anna Pamphili     | Anna Pamphili     |                   |                   | Benedetto Pamphili | Benedetto Pamphili | Benedetto Pamphili | Benedetto Pamphili | Benedetto Pamphili | Benedetto Pamphili |                  |                  | Teresa Pamphili | Teresa Pamphili | Teresa Pamphili      | Teresa Pamphili      | Teresa Pamphili      | Teresa Pamphili      |                      |                      | Flaminia Pamphili | Flaminia Pamphili | Flaminia Pamphili | Flaminia Pamphili | Flaminia Pamphili | Flaminia Pamphili |                   |                   |  |  |  |  |  |  |  |  |  |  |  |  |  |  |  |  |  |  |  |  |  |  |
|                    |                    |                    |                    |                    |                    |                    |                    |                     |                     |                       |                       |                       |                       |                       |                       |                     |                     |                       |                       |                       |                       |                       |                       |                     |                     |                     |                     |                     |                     |                   |                   |                   |                   |                    |                    |                    |                    |                    |                    |                  |                  |                 |                 |                      |                      |                      |                      |                      |                      |                   |                   |                   |                   |                   |                   |                   |                   |  |  |  |  |  |  |  |  |  |  |  |  |  |  |  |  |  |  |  |  |  |  |
|                    |                    |                    |                    |                    |                    |                    |                    |                     |                     |                       |                       |                       |                       |                       |                       |                     |                     |                       |                       |                       |                       | Doria-Pamphili-Landi  |                       |                     |                     |                     |                     |                     |                     |                   |                   |                   |                   |                    |                    |                    |                    |                    |                    |                  |                  |                 |                 |                      |                      |                      |                      |                      |                      |                   |                   |                   |                   |                   |                   |                   |                   |  |  |  |  |  |  |  |  |  |  |  |  |  |  |  |  |  |  |  |  |  |  |

## Ocena
- Njen vpliv na svaka papeža je bil tak, da je morala biti vsaka pomembna odločitev presejana skozi njeno rešeto. Neki sramotilni spis, ki ga je v Ženevi 1667 pod psevdonimom A. Gualdi izdal najverjetneje odpadnik od katolištva Gregorio Letti pod naslovom  Vita di Donna Olimpia Maidalchini (Življenje gospe Olimpije Maidalchini) je preveden v več jezikov; zlonamerno namiguje, da je bila Olimpija ljubica papeža Inocenca X.; to podmeno pa sodobni zgodovinarji zavračajo kot »čisto domišljijo«  [54]
- Po mnenju papeškega zgodovinarja Pastorja [55] "je bila nesreča papeža Pamfilija v tem, da je edina oseba v njegovi družini, ki je imela sposobnosti potrebne za izvrševanje zahtevne vloge in položaja kardinala-nečaka, bila ženska.[56]
- V tem pontifikatu opažamo neko vznemirjajoče osebno nasprotje: pri papežu, ki je imel, kot je znano, zelo odklonilno stališče do nečaškega delovanja svojega predhodnika; je vendarle Olimpia Maidalchini, častihlepna svakinja Inocenca X., postala najbolj neločljiva in mogočna spremljevalna osebnost njegovega papeževanja; šlo je tako daleč, da se je posvetoval z njo pred vsemi važnimi odločitvami. Sodobni letopisci, ki jih je pohujševalo dejstvo, da je bila na čelu moške družbe par exellence ena ženska, so pokazali svojo grajo, pripisujoč ji kvarjenje dobrih papeževih namenov ter obtožujoč jo za zmeden in omahujoč tok papeževanja. Tistokratno politično pisanje je iznašlo izraz svaštvo (cognatismo) za neobičajen način vladavine, ki je nadomestila tradicionalno nečaštvo (nepotismo).[57]
- Nepotizma v navadnem pomenu njegovemu papeževanju ravno ne moremo preveč očitati; poleg njegovega ostrega ravnanja zoper nečake svojega predhodnika ga on res ni mogel v isti meri izvajati. Vendar oblike, ki jih je pri njem zadobil vpliv njegovih sorodnikov, so bile povezane s še večjo škodo glede na papeštvo. Pod njim je namreč vdova njegovega brata, Donna Olympia Maidalchini, izvajala največji vpliv. Ona je bila najmočnejša oseba v kuriji, tako da so si prizadevali za njeno naklonjenost kardinali, knezi in prosilci. V svoji oblastiželjnosti se je Olimpija obdala z drugimi sorodniki. Papež je bil preslab, da bi napravil konec morečemu stanju: Olimpija ga je popolnoma obvladala. Ko pa seveda Gregorio Leti v svojem Olimpijinem življenjepisu predstavlja njen odnos do papeža kot nenravnega, je to nevzdržna trditev; ta življenjepis je že Ranke označil kot roman, ki je sestavljen iz lažnih poročil in opolzkih pesmic. Da pa je zaradi neurejenega vpliva te ženske na pontifikat Inocenca X. padel hud madež, pa stoji kot pribito. Ne glede na vse to pa na njegovo vladanje nikakor ne smemo gledati kot na nepomembno in neslavno.[58]